# Фріц Айзель
Фріц Айзель (нім. Fritz Eisel; 27 березня 1929, Лаутербах — 19 вересня 2010, Ланген-Брюц) — німецький художник та графічний митець.

## Життєпис
З 1947 по 1950 рік Фріц Айзель навчався в Університеті архітектури та образотворчого мистецтва на факультеті образотворчого мистецтва у Веймарі. Серед його вчителів були Ганнс Гофман-Ледерер і Фріц Ден, за якими він у 1950 році перевівся у Дрезденський університет образотворчих мистецтв. У 1952 році він поїхав на навчання в Ленінград в Державний академічний інститут живопису, скульптури та архітектури імені Рєпіна Академії мистецтв СРСР, де працював з Борисом Йогансоном до 1957 року.
З 1957 по 1959 рік Айзель знову жив у Дрездені й працював художником. У 1958 році отримав мистецьку премію Товариства німецько-радянської дружби. У 1959 році він переїхав до Потсдама, де з 1965 по 1970 рік був директором Історичного меморіалу Потсдамської угоди в палаці Цецилієнгоф. У 1970 році обійняв посаду в Дрезденському університеті образотворчих мистецтв, де у 1973 році був призначений професором та був його ректором з 1975 по 1979 рік. З 1982 року жив і працював художником у Ланген Брютці. Викладав у Технічному училищі прикладного мистецтва в Гайлігендаммі з 1985 по 1994 рік і в Окружній академії культури у Шверіні з 1986 по 1988 рік.
Від його шлюбу з Крістою Айзель, уродженою Лерш, у 1951 році народилося двоє дітей: художник і графік Пауль Айзель і журналістка та письменниця Карла Калкбреннер. Серед його онуків — музиканти та музичні продюсери Пауль і Фріц Калькбреннер.

## Нагороди та визнання
- 1958 Мистецька премія Товариства німецько-радянської дружби
- 1961 Премія імені Теодора Фонтане Потсдамського округу
- 1973: золота медаль Артура Беккера
- 1975 Мистецька премія НДР
- 1977: Премія імені Мартіна Андерсена-Нексе від міста Дрезден